# Oksana Chatchko
Oksana Chatchko (en ukrainien : Оксана Василівна Шачко), née le 31 janvier 1987 à Khmelnytskyï en RSS d'Ukraine et morte le 23 juillet 2018 à Montrouge en France, est une artiste peintre et militante activiste féministe et anarchiste ukrainienne.
Avec Anna Hutsol et Oleksandra Chevtchenko, elle est l'une des trois fondatrices du mouvement Femen, créé en avril 2008.

## Biographie
Oksana Vassylivna Chatchko (en ukrainien : Оксана Василівна Шачко) nait à Khmelnytskyï, alors ville de l'Union soviétique, dans l'Ouest de la RSS d'Ukraine, dans une famille pratiquant la religion orthodoxe. Ses parents sont tous deux travailleurs en usine. À la chute du régime soviétique, ses parents perdent leur travail et son père selon ses propres dires sombre dans l'alcoolisme dans une situation de crise économique et politique où tout manque.

### Formation
En 1995, à 8 ans, Oksana Chatchko intègre l'école Nikosh, normalement réservée aux adultes et réputée pour son enseignement de la peinture d'icônes orthodoxes, dont elle sort diplômée en 2000,,,. Ses œuvres sont alors exposées par son école dans plusieurs expositions collectives en Ukraine et aux États-Unis. À l'âge de dix ans elle reçoit des commandes de l'Église orthodoxe[Laquelle ?] pour réaliser des fresques.
Elle veut alors entrer au couvent, ce dont sa mère et sa famille la dissuadent. Impressionnée par le refus de sa mère qui pourtant est croyante et va à l'Église régulièrement, elle commence à s'interroger sur le sens de sa foi. Plus tard, à l'âge de 14 ans, elle rejette la religion orthodoxe[Laquelle ?], car elle estime que les prêtres se comportent plus comme des marchands que des gens de Dieu. Elle continue cependant la peinture d'icônes pour gagner sa vie.
Elle se tourne alors vers l'activisme en rejoignant le Komsomol, organisation des jeunes communistes. Leur activité va de la création d'un parti des jeunes communistes au nettoyage des statues de Lénine. Le groupe se heurte à la haine qu'éprouve la population envers le communisme après l'effondrement de l'URSS, et à la suspicion des dirigeants du parti communiste.
En 2000, elle entre à l'université libre de Khmelnytskyï pour suivre des études de philosophie, ce qui provoque chez elle une crise de conscience. Elle commence à s'indigner du peu de place laissée aux femmes pour exprimer leurs idées et leur créativité. Elle fonde avec des collègues le « Centre des nouvelles perspectives », qui lutte d'abord contre la corruption et pour les droits des étudiants et des étudiantes. C'est alors qu'elle rencontre Anna Hutsol et Oleksandra Chevtchenko. Elle indiquera plus tard dans le documentaire Je suis Femen que cette expérience forge ses conceptions philosophiques et politiques, qui en font une militante pour défendre les droits des femmes et la liberté d'expression.

### Cofondatrice de Femen

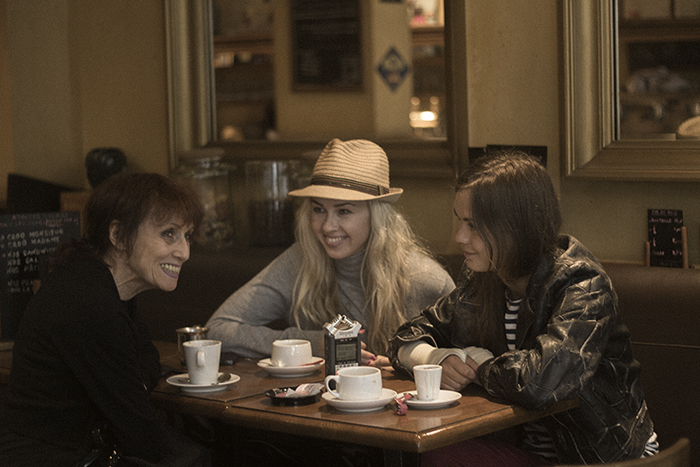
Annie Le Brun rencontre Oleksandra Chevtchenko et Oksana Chatchko (cofondatrices de Femen) dans un café parisien le 9 septembre 2013, après qu'elles ont fui l'Ukraine.

#### Nouvelle éthique
En 2003, elle participe à la création, en tant qu’artiste, de « Nouvelle éthique », un groupe de 5 ou 6 jeunes filles à ses débuts, et rapidement d'une centaine. Le groupe part de la lecture de textes fondamentaux (Clara Zetkin et August Bebel entre autres) pour se forger ses propres conceptions philosophiques et politiques. Il ne se définit pas d'emblée comme féministe, mais se veut un groupe luttant contre le préjugé selon lequel les filles seraient stupides et incapables.

#### Drame de l'hôpital de Khmelnytskyï
En 2008, un évènement marquant détermine l'orientation des activités du groupe. Quatre femmes meurent faute de soins adéquats dans un hôpital de Khmelnytskyï et le groupe intervient pour dénoncer publiquement la corruption des médecins de l'hôpital.
Elles manifestent avec des posters, des draps et du sang dans le centre-ville en criant. Leur action est couverte par des journalistes, et des mesures sont prises, jusqu'au licenciement du directeur,. Anna Hutsol, Oleksandra Chevtchenko et Oksana Chatchko réalisent alors que si elles veulent « changer les choses », elles doivent agir, et qu'elles ont trouvé un moyen efficace de le faire en attirant l'attention et en poussant les gens à parler. Elles décident alors de partir pour Kiev, où « les médias sont partout ».

#### Naissance de Femen
Oksana Chatchko fonde en 2008 le mouvement Femen avec Anna Hutsol et Oleksandra Chevtchenko, avec pour objectif de réveiller les consciences et de pousser les Ukrainiennes à se battre pour leurs droits. La première apparition publique des militantes de Femen remonte à juin 2008, lorsque deux étudiantes en maillot de bain protestent dans une fontaine de la place Maïdan contre les coupures d'eau. Par la suite, les militantes Femen ont pour thématique centrale le tourisme sexuel en Ukraine, avec des actions comme « L'Ukraine n'est pas un bordel,. »

La Liberté guidant le peuple - Eugène Delacroix.

En août 2009, pour forcer les médias à relayer les actions de Femen, elle prend ainsi l'initiative de montrer sa poitrine lors d'une manifestation à Kiev, inspirant ainsi au groupe la méthode qui sera ensuite reprise par d'autres militantes féministes dans d'autres pays. Dans le petit atelier qu'elle loue à Kiev, Oksana Chatchko fabrique et peint sans cesse les « armes » que les Femen vont désormais utiliser dans leur lutte : costumes, masques, pancartes, et dessins à même le corps. Chatchko est à l'origine de la création de l'imagerie militante et esthétique de Femen : peinture sur un buste nu et couronnes de fleurs.
Le 19 décembre 2011, Oksana Chatchko, Inna Chevtchenko et Alexandra Nemchinova manifestent en Biélorussie pour protester contre la dictature du président Alexandre Loukachenko à l'occasion du premier anniversaire de sa réélection controversée. Devant le siège du KGB biélorusse à Minsk, munies de fausses moustaches, en référence à la moustache de Loukachenko, elles se déshabillent avant d'être arrêtées quelques heures plus tard sur le quai d'une gare par plusieurs hommes, et emmenées en bus dans une forêt de la région de Homiel, où pendant la nuit, par une température glaciale, elles subissent des sévices. Abandonnées, elles finissent par atteindre un village d'où elles ont pu joindre Anna Hutsol. Le 21 décembre, Oksana Chatchko, Inna Chevtchenko et Alexandra Nemchinova détaillent leur calvaire lors d'une conférence de presse à Kiev.
Le 4 mars 2012, lors de l'élection présidentielle en Russie, Oksana Chatchko, Anna Deda et Irina Fomina font irruption dans un bureau de vote à Moscou, où le président du gouvernement de la fédération de Russie Vladimir Poutine a voté 20 minutes plus tôt. Ayant inscrit sur leurs torses nus des slogans hostiles à Vladimir Poutine et cherchant à s'emparer symboliquement de l'urne électorale où il a glissé son bulletin de vote, elles protestent de cette manière contre sa volonté de redevenir président de la fédération de Russie. À la suite de cette action, elles sont immédiatement placées en garde à vue et sont jugées le soir même. Oksana est condamnée à 12 jours de prison, Anna de 10 jours et Irina de 5 jours,
En 2012, à Kiev, les Femen scient une croix de bois pour protester contre la détention des Pussy Riot, arrêtées pour avoir chanté une prière punk dans une église orthodoxe russe en 2011. Le groupe se sent sous la pression des services secrets russes et ukrainiens,. Inna Chevtchenko est la première militante Femen à quitter l'Ukraine pour s'établir à Paris. Le 18 septembre 2012, Chatchko est à Paris pour l'ouverture officielle du centre Femen France.
Elle pose alors au Louvre devant La Liberté guidant le peuple, le tableau d'Eugène Delacroix, qui serait une de ses inspirations, car représentant une femme à la poitrine dénudée menant une révolution.

#### Film documentaireJe suis Femen
La réalisatrice Kitty Green réalise un premier film sur les Femen qui est présenté à la Mostra de Venise en 2013. Son film est centré sur le rôle de Viktor Sviatski dans le mouvement Femen.
Sur la même période le réalisateur Alain Margot fait par contre d'Oksana Chatchko la figure centrale du documentaire Je suis Femen sorti en 2014, qui expose « les ressorts d’une révolte mêlée d’élan artistique, de conviction politique et d’enthousiasme. » Margot tourne ce film entre mars 2011 et septembre 2013 en suivant les activités des Femen en Ukraine,,. Il a déjà réalisé avec Olivier Kohler le documentaire Les Militantes aux seins nus pour l'émission Temps présent en 2011.
Le 7 mars 2017, Je suis Femen est projeté au Parlement européen en présence d'Oksana Chatchko, d'Iana Zhadanova, de Sacha Chevtchenko et d'Alain Margot à la suite de l'initiative du député européen Marc Tarabella. Cette projection est suivie du débat « Égalité des genres, recul des droits des femmes et liberté d’expression », à l'occasion de la Journée internationale des femmes qui a lieu le 8 mars,,.

#### Réfugiée politique à Paris

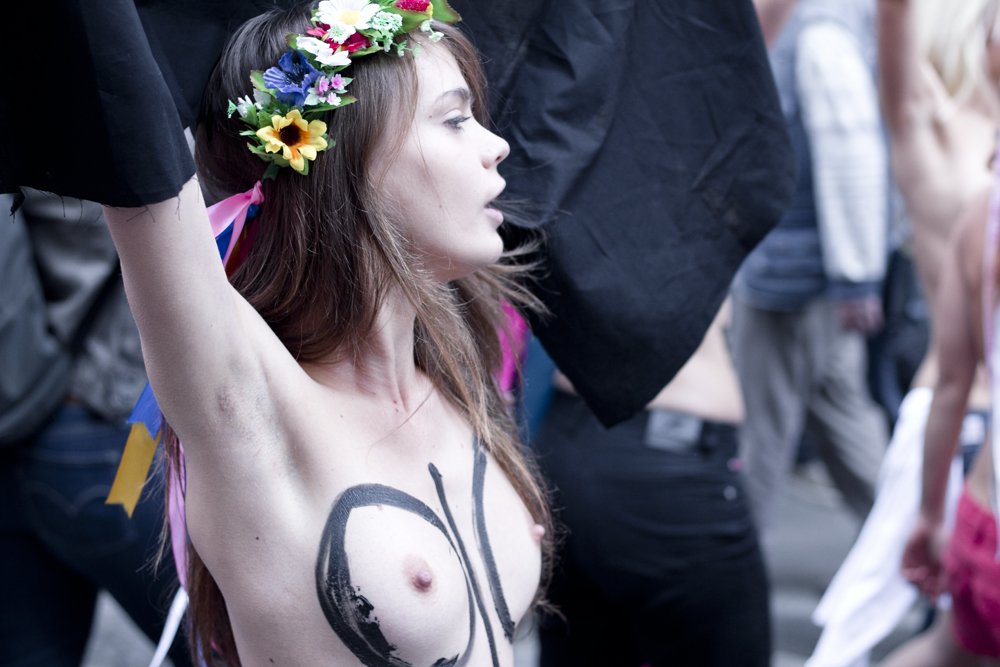
Oksana Chatchko, durant une manifestation des Femen à Paris en 2012.

Menacée dans son pays d'origine, Oksana Chatchko demande l'asile politique en France en 2013, qu'elle n'obtiendra qu'en 2015. Elle est d’abord accueillie quelques mois au Lavoir Moderne, un théâtre alternatif du quartier de la Goutte-d'Or tenu par les parents d'Apolonia Sokol, étudiante en arts plastiques avec laquelle elle se lie d'une amitié durable. Elle s'installe ensuite à Clichy dans un squat d’artistes dont une aile est occupée par Femen France.

Oksana Chatchko est vite en désaccord avec Inna Chevtchenko, qui mène la section Femen France. Elle refuse d'intégrer cette section pour demeurer uniquement Femen International. Les tensions entre les militantes ne cessent d'augmenter. Chatchko rejette notamment la forme de pouvoir qu'essaie d'instaurer Inna Chevtchenko et dénonce une dérive fashion ou tendance, plutôt qu'une vraie rébellion. Elle rejette le pouvoir pyramidal et autoritaire mis en place par Inna Chevtchenko, à l’opposé de la pratique des Femen « historiques » dont elle fait partie et dans laquelle toutes les décisions sont prises en commun. Oksana Chatchko défend un fonctionnement ouvert du mouvement : 

« Femen, c’est une idée, la lutte contre le patriarcat, le sextrémisme et une manière de manifester. Si une femme, n’importe où, dans n’importe quel pays, adhère à nos idées et à nos méthodes, elle peut se déclarer Femen. »

Après la parution du livre d'Olivier Goujon, Femen, Histoire d'une trahison, Oleksandra Chevtchenko explique lors d'une interview qu'elle et Oksana Chatchko ont été écartées du mouvement par Inna Chevtchenko,.
Expulsée de sa chambre par un groupe de nouvelles recrues Femen françaises, Oksana Chatchko vit alors dans une grande précarité. Elle s'éloigne définitivement des Femen en 2014 et se consacre davantage à la peinture,. Elle finit en mai 2018 par trouver refuge dans un petit studio à Montrouge.

### Travail artistique et expositions en France
En 2016, le commissaire Azad Asifovich propose à Oksana Chatchko sa première exposition personnelle à Paris. Ses œuvres s'inspirant d'icônes religieuses, et articulées autour du thème de l’apocalypse, sont exposées à la galerie Mansart à Paris, sous le titre « Iconoclast » du 12 mai au 16 juin 2016 .
En juillet 2016, elle expose à Nevers à l'Espace Usanii dans l'exposition « Who's that girl ». Le même mois, le centre d’art contemporain de la chapelle Saint-Sylvain fait l’acquisition d’une double icône à l’occasion des Journées européennes du patrimoine,. De nombreuses autres expositions personnelles ou collectives suivent, notamment à Paris, Bruxelles ou Copenhague.
Elle intègre les Beaux-Arts de Paris en 2017,.
La dernière exposition de son vivant a lieu à Paris en juin 2018. Ses icônes, dont un triptyque de croix orthodoxes se transformant en kalachnikovs, sont alors exposées dans le cadre de l' exposition « Talking about a Revolution » consacrée à la révolution et à Mai 68, à la galerie 22 Visconti.

### Circonstances de sa mort
Oksana Chatchko meurt à Paris, à l'âge de 31 ans. Il s'agit d'un suicide. Inna Chevtchenko annonce, de sa propre initiative, le 24 juillet à l'AFP qu'Oksana Chatchko a été retrouvée sans vie à son domicile.
Selon Libération, il ne s'agirait pas de sa première tentative de suicide, fait confirmé dans Le Temps, et l’artiste n'aurait pas donné de nouvelles d'elle depuis deux jours. Le 20 juillet 2018, elle publie un dernier message sur son compte Instagram « you are fake ».

## Œuvre
Oksana Chatchko revendique les performances des Femen comme une forme « totalement » artistique, :

« Nous avons utilisé l'art pour parler de grands problèmes. Comme iconographe, à certains moments j'ai voulu faire des images iconiques de notre mouvement. Après deux ans à chercher, je pense que je suis arrivée à créer cette image : la fille avec une couronne de fleurs dans la chevelure, la position dure avec le poing levé et les jambes tendues, les slogans sur le corps, et le visage en colère. »

Le matériel et les « armes » graphiques utilisées par le mouvement sont largement sa production. Olivier Blanckart, artiste et professeur aux Beaux-Arts de Paris, considère ainsi qu'elle a inventé une grammaire esthétique de l'activisme.
Son œuvre la plus récente, sans rompre avec son engagement, rompt avec ces codes, et choisit « d’autres moyens pour agir », revenant à la peinture d'icônes, forme de représentation des saints et du Christ dans le christianisme orthodoxe. Objets de vénération, elles doivent obéir à des canons artistiques inlassablement répétés. Dans ses icônes, Oksana Chatchko applique les techniques traditionnelles, comme l'encollement sur bois, la pose du tissu, l'utilisation de tempera et de la feuille d'or. L'imagerie orthodoxe est détournée, mais l'œuvre reste, selon Christophe Dauphin, dans le champ du sacré, un sacré qui « a quitté la stricte et très codifiée célébration des personnages bibliques, pour s’incarner dans des êtres humains à part entière et envahir l’espace même de la vie contemporaine. »
En s'appropriant les figures religieuses traditionnelles, Oksana Chatchko les transforme, souvent dans la provocation,. Dans les icônes présentées à la Galerie Mansart, une Vierge Marie en burqa dénonce l'image de soumission imposée à la femme par la religion. Une œuvre inspirée de La Pêche miraculeuse dans l’Évangile selon saint Luc, montre les migrants qui se noient en Méditerranée, leurs mains qui émergent, tendues, hors de l’eau, dans un dernier sacrifice. Plus loin dans « l'interrogation sur le sens de la religion », dont elle constatait qu'elle est « davantage possible en France », Oksana Chatchko joue de l'ambivalence sexuelle des personnages, et dévoile le sexe du Christ,. Son art, « déjà fort et inédit », bouscule la parole religieuse et politique, et veut convaincre que « le véritable art, c’est la révolution, et toute œuvre doit porter un message politique et social ».

#### Ouvrages
- Galia Ackerman, Anna Hutsol, Oksana Chatchko, Inna Chevtchenko, Femen, Paris, Calmann-Lévy, 2013, 268 p. (ISBN 978-2-7021-4458-9).
- Éloïse Bouton, Confession d'une ex-Femen, Paris, Éditions du Moment, 2015, 207 p. (ISBN 978-2-35417-355-5 et 2354173555, OCLC 904544479).
- Olivier Goujon, Femen : histoire d'une trahison, Max Milo Éditions, 21 septembre 2017, 364 p. (ISBN 978-2-315-00818-6 et 2-315-00818-2, présentation en ligne). Voir : « Femen, histoire d'une trahison », L'Obs, 21 septembre 2017.

#### Articles de presse
- Galia Ackerman, « "Oksana Chatchko était une vraie révolutionnaire, une artiste qui voulait transformer le monde" », Le Huffington Post (Blogs),‎ 30 juillet 2018 (lire en ligne, consulté le 1er août 2018).
- Christophe Dauphin, « Oksana Shachko », Les Hommes sans épaules, no 44,‎ 10 octobre 2017 (lire en ligne).
- (ru) « "Ее убил Париж". Жизнь и смерть Оксаны Шачко » [« Paris l'a tuée. Vie et mort d'Oksana Chatchko »], Радио Свобода [Radio Free Europe],‎ 28 juillet 2018 (lire en ligne, consulté le 2 août 2018).
- Quentin Girard, « Oksana Chatchko : mort d'une Femen désabusée », Libération,‎ 24 juillet 2018 (lire en ligne).
- (en) Armelle Leturcq, « A meeting with Oksana Shachko », Crash Magazine,‎ décembre 2017 (lire en ligne, consulté le 28 juillet 2018).
- (en) « Oksana Shachko: Counter-Religious Iconography », 032c,‎ octobre 2016 (lire en ligne, consulté le 2 août 2018).
- (en) Chams Iaz, « "Oksana Chatchko était comme une muse pour moi" », Le Temps,‎ 25 juillet 2018 (lire en ligne, consulté le 16 avril 2019).

### Films

#### Documentaires
- Ukraine Is Not a Brothel (2013), de Kitty Green - primé à la Mostra de Venise 2013
- Nos seins, nos armes ! (2013), de Caroline Fourest et Nadia El Fani, produit par Nilaya Productions, 70 minutes - diffusé sur France 2 le 5 mars 2013 dans l'émission Infrarouge[49],[50],[51]
- Everyday Rebellion (2013), d'Arash T. Riahi et Arman Riahi, 11! minutes - film évoquant différents militantismes dont Femen
- Je suis Femen (2014)[52], [53], d'Alain Margot, produit par Caravel Production et Luminor Films Distribution, 67 minutes (voir en ligne)Prix du jury du festival Visions du réel à Nyon en 2014 et prix du public au Festival international du film policier de Liège en 2015 ; . voir en ligne.
- Naked War (2014), de Joseph Paris, production : La Clairière Production (France), LCP (France) et Arte distribution (France/Allemagne), 58 minutes (extrait en ligne)
- Apolonia, Apolonia (2022) de Lea Glob, production Danish Documentary Production (Danemark) et Staron Film (Pologne), 116 minutesPortrait documentaire de la peintre Apolonia Sokol, filmée durant treize ans, à l'époque où elle fait la connaissance d'Oksana Chatchko, avec qui elle est en colocation durant ses années d'étude.

#### Fiction
- Oxana (2024), biopic de Charlène Favier, 103 minutes

### Musique
- 2019 : La Lumière est Noire, sur Youtube Alain Margot, réalisateur du documentaire Je suis Femen, publie le 24 juillet un clip vidéo en hommage à Oksana Chatchko une année après sa mort. Les paroles et la musique sont de Mathieu Schneider, l'interprétation de Chiara Darbellay et les images d'Alain Margot.